# ديفيد مان (كاتب أغاني)
ديفيد مان (بالإنجليزية: David Mann)‏ هو كاتب أغاني أمريكي، ولد في 3 أكتوبر 1916، وتوفي في 1 مارس 2002.

## وصلات خارجية
- ديفيد مان على موقع IMDb (الإنجليزية)
- ديفيد مان على موقع ميوزك برينز (الإنجليزية)
- ديفيد مان على موقع أول ميوزيك (الإنجليزية)
- ديفيد مان على موقع ديسكوغز (الإنجليزية)